# Туана Амин
Туана Амин (родился в 1981 году в городе Сулеймания) — курдский поэт, писатель-романист, гуманист, литературный переводчик и журналист. В 2003 году он работал редактором в журнале «Текст», который выпускается Министерством культуры, с 2005 по 2007 год занимал должность генерального директора программы на радио «NAWA», в начале 2007 года он был директором еженедельного журнала по культуре «PAIK». В 2007, 2011, 2012 и 2015 году получил награду за лучшие рассказы на фестивале GALAWEZH, который является одним из крупнейших фестивалей курдской литературы. В 2000 году Туана Амин был награждён Министерством культуры за лучшие рассказы в Сулеймании. В 2011 году был удостоен награды от Министерства культуры «Лучший молодой прозаик» в Эрбиле. С 1999 года писатель публикует свои исследования, статьи и рассказы в журналах, газетах, литературных и художественных сайтах на персидском и курдском языках. Туана Амин является автором 20 книг. В настоящее время он один руководителей Международного союза журналистов и управляющий директор критического журнала (Concept).